# Christian Yoka
Christian Yoka, né en 1970, est un juriste et haut fonctionnaire congolais. Il est le fils de l'ancien ministre de la justice et des droits humains Aimé Emmanuel Yoka. Il est depuis janvier 2025, ministre des Finances, du Budget et du Portefeuille public de la république du Congo. Avant sa nomination, il a occupé plusieurs postes de direction au sein de l'Agence française de développement (AFD), notamment en tant que directeur du département Afrique.

## Biographie

### Origines
Christian Yoka, né en 1970 à Brazzaville, est le fils du défunt Aimé Emmanuel Yoka (1939-2025), ancien ministre d'État, garde des Sceaux, ministre de la Justice et des droits humains du 3 mars 2007 au 30 avril 2016, et oncle direct du président de la République, Denis Sassou-Nguesso.

### Parcours académique
Christian Yoka est titulaire d’un diplôme d'études supérieures spécialisées (DESS) en droit des affaires et fiscalité obtenu en 1997 à l’université Paris 1 Panthéon-Sorbonne, ainsi que d’un master en droit bancaire et financier (LL.M. - Master of Laws) en 1999 international de l’université de Boston,. Christian Yoka a été également étudiant en politiques publiques à l'université de Londres (School of Oriental and African Studies, SOAS).

## Carrière professionnelle
Il a d’abord exercé comme juriste en France, au sein d’une filiale créée par la Banque française du commerce extérieur et la Banque Rothschild avant de rejoindre l'Agence française de développement (AFD).

### Carrière à l’AFD
Christian Yoka a travaillé pendant plus de vingt ans à l’AFD, où il a gravi les échelons jusqu'à occuper plusieurs postes de responsabilité. 
Il a débuté comme juriste opérationnel à la direction des risques entre avril 2001 et septembre 2005, avant de devenir directeur de l’agence en république démocratique du Congo de 2009 à 2013, avant d’assumer la fonction de directeur régional pour l’Éthiopie, le Soudan, le Sud-Soudan, l’Érythrée et la Somalie entre 2013 et 2016. De 2016 à 2018, il a dirigé la région couvrant le Cameroun, la République centrafricaine et la Guinée équatoriale, puis a été nommé directeur régional pour l’Afrique de l'Est, basé à Nairobi, de 2018 à 2021,. En juillet 2021, le directeur général de l'AFD Rémy Rioux annonce la nomination de Christian Yoka au poste de directeur du département Afrique,. Il est le premier dirigeant d’origine subsaharienne promu à cette fonction.
Parallèlement à ses fonctions au sein de l’AFD, Christian Yoka a siégé dans plusieurs organes de gouvernance d’institutions financières. Il a été administrateur au sein d’Alucam et d’Africa Guarantee Fund, et a également présidé le Comité d’investissement consultatif du FISEA (Fonds d’investissement et de soutien aux entreprises en Afrique), un instrument géré par Proparco, une filiale dédiée au secteur privé de l'AFD.

#### Position sur la  Zone de libre-échange continentale africaine (Zlecaf)
Alors directeur du département Afrique de l'AFD, Christian Yoka a exprimé son optimisme quant au potentiel structurant de la Zlecaf, qu’il considère comme levier essentiel de la croissance africaine, précisant qu'il faut tout de même être conscient que les choses ne se feront pas en un jour.

#### Covid-19 et guerre en Ukraine
Christian Yoka estime que la pandémie de Covid-19 et la guerre en Ukraine ont révélé la vulnérabilité structurelle des économies africaines face aux chocs exogènes, appelant à tirer les leçons de ces crises pour repenser le modèle de développement du continent. Il insiste sur la nécessité d’une réponse structurelle, notamment en matière de sécurité alimentaire, afin que l’Afrique se prémunisse durablement contre de futurs bouleversements alimentaires, énergétiques et financiers.

### Ministre des Finances

#### Contexte de nomination
Le 10 janvier 2025, par décret présidentiel, le président Denis Sassou-Nguesso nomme Christian Yoka, ministre des Finances, du Budget et du Portefeuille public, annoncé le lendemain, devenant ainsi le troisième à occuper ce poste en quatre ans, après Rigobert Roger Andely et Jean-Baptiste Ondaye. Son profil technocratique, international et connecté, avec plus de vingt ans à l’AFD, a été retenu dans un contexte économique tendu.
Alors que le Congo reste dépendant à 80 % des recettes pétrolières, la volatilité des prix fragilise les excédents budgétaires. Le FMI table sur une croissance de 2,6 % en 2024, pouvant atteindre 5 % en 2025 sous réserve de réformes. La dette publique, proche de 100 % du PIB fin 2023, devrait encore atteindre 90,4 % en 2024, selon Fitch, malgré un reprofilage de 2 314 milliards FCFA qualifié de « défaut technique ». Le service de la dette absorbe 60 % des recettes domestiques.
Christian Yoka hérite d’un portefeuille à la marge de manœuvre étroite mais stratégique ; sa mission : redresser les comptes publics, relancer une économie essoufflée et améliorer le pouvoir d’achat des Congolais, fort d’un profil technocratique salué tant par la classe politique que par les milieux d’affaires et les partenaires internationaux. Il hérite d'un budget de l’Etat arrêté à 2 550,6 milliards de Fcfa en recettes et 2 198 milliards FCFA en dépenses pour le compte de l’exercice 2025.

## Distinctions
Pour son engagement en faveur du bien-être commun, son parcours inspirant et sa contribution au développement de l’Afrique, Christian Yoka a reçu la médaille d'or d’ambassadeur de solutions pour l’Afrique lors de la deuxième édition de la Semaine l’Afrique des solutions, tenue du 17 au 19 octobre au Maroc.

## Publications
- Yasmine Osman et Christian Yoka, Agence française de développement, L'économie africaine 2022, Paris, La Découverte, 2022 (ISBN 978-2-348-07360-1), chap. I (« Les grandes tendances macroéconomiques de l’Afrique et de ses régions »), p. 7-24[21].